# Edmund Voit

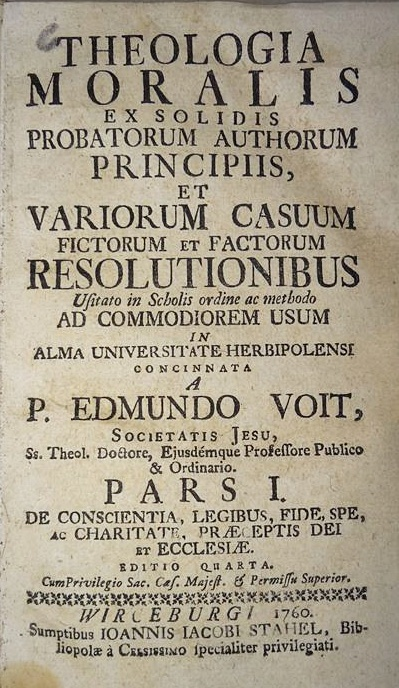
Titelblatt (1760) der Moraltheologie von Pater Edmund Voit

Edmund Voit (* 27. September 1707, in Neustadt an der Saale, Unterfranken; † 29. Oktober 1780 in Neustadt an der Weinstraße) war ein Jesuitenpater, Theologieprofessor und Provinzial der Oberrheinischen Ordensprovinz. Pater Voit verfasste u. a. eine 2-bändige, lateinische Moraltheologie, die als Standardwerk weltweite Bekanntheit erlangte.

## Leben
Edmund Voit trat am 11. Juli 1727 in den Jesuitenorden ein und wurde Priester. Zusammen mit dem jungen Theodor Schneider, später Rektor der Universität Heidelberg und Missionspionier in Amerika, wirkte Voit um 1736 als Seelsorger in Neustadt an der Weinstraße. Dort betreuten die Jesuiten seit 1700 im Auftrag des Pfälzer Kurfürsten die katholische Pfarrgemeinde der Liebfrauen-Stiftskirche und besaßen eine Niederlassung mit Lateinschule bzw. Kolleg.
1748 promovierte Pater Voit in Würzburg zum Doktor der Theologie, danach wurde er Professor der Heiligen Schrift und unterrichtete von 1749 bis 1760 als Professor der Moraltheologie in Würzburg. Hier veröffentlichte er auch diverse theologische Bücher und Abhandlungen. Seine 1750 in Würzburg erstmals publizierte, 2-bändige lateinische Moraltheologie machte ihn weltweit bekannt. Sie wurde mehrfach aufgelegt (letztmals 1860)  und stellte ca. 70 Jahre lang ein theologisches Standardwerk dar, das sich selbst heute noch in den meisten großen Bibliotheken findet.  In Würzburg fungierte Voit zudem als Rektor des Jesuitenkollegs (Höhere Schule).
Nach seiner Würzburger Professorenzeit arbeitete Edmund Voit wieder in Neustadt an der Weinstraße. Nun amtierte er als Rektor der Lateinschule bzw. des Kollegs und wirkte in der dortigen Seelsorge; 1771 avancierte er zum Provinzial (Oberen) der gesamten oberrheinischen Provinz der Jesuiten. In dieser Stellung verblieb Voit bis zur Auflösung der Ordensgemeinschaft, 1773. Danach wirkte der Priester weiter in der Seelsorge der Stiftskirchengemeinde und verstarb 1780. Im Oktober des Jahres wurde er auf dem damaligen katholischen Friedhof zu Neustadt (am späteren Hetzelplatz) in der dortigen Jesuitengruft als letzter Toter bestattet.